# Weltklasse Zürich 2008
Il Weltklasse Zürich 2008 è stata l'edizione 2008 del meeting di atletica leggera Weltklasse Zürich e si è svolta dalle ore 18:40 alle 22:00 UTC+2 del 29 agosto 2009, presso lo Stadio Letzigrund di Zurigo, in Svizzera. Il meeting è stato anche la quinta tappa della Golden League 2008.

## Programma
Il meeting ha visto lo svolgimento di 16 specialità, 10 maschili e 6 femminili: di queste, 6 maschili e 4 femminili erano valide per la Golden League. Oltre a queste, era inserita in programma un'ulteriore staffetta maschile.
| #  | Orario | Specialità             |
| -- | ------ | ---------------------- |
| 1  | 19:40  | Lancio del giavellotto |
| 2  | 20:00  | Salto in lungo         |
| 3  | 20:05  | 1500 m                 |
| 4  | 20:25  | 3000 m siepi           |
| 5  | 20:40  | 110 m hs               |
| 6  | 20:55  | 100 m                  |
| 7  | 21:05  | 400 m hs               |
| 8  | 21:20  | 400 m                  |
| 9  | 21:35  | 5000 m                 |
| 10 | 21:55  | Staffetta 4×100 m      |

| # | Orario | Specialità       |
| - | ------ | ---------------- |
| 1 | 18:40  | Salto con l'asta |
| 2 | 19:45  | Salto in alto    |
| 3 | 20:15  | 400 m            |
| 4 | 20:45  | 800 m            |
| 5 | 21:15  | 200 m            |
| 6 | 21:30  | 100 m hs         |

     Specialità valide per la Golden League

## Risultati
Di seguito i primi tre classificati di ogni specialità.

### Uomini
| Specialità             | 1º classificato        | Prestazione | 2º classificato      | Prestazione | 3º classificato          | Prestazione |
| 100 m                  | Usain Bolt             | 9"83        | Walter Dix           | 9"99        | Richard Thompson         | 10"09       |
| 400 m                  | Jeremy Wariner         | 43"82       | LaShawn Merritt      | 44"43       | Chris Brown              | 45"05       |
| 1500 m                 | Haron Keitany          | 3'32"06     | Rashid Ramzi         | 3'32"86     | Belal Mansoor Ali        | 3'33"06     |
| 5000 m                 | Kenenisa Bekele        | 12'50"18    | Moses Ndiema Kipsiro | 12'59"48    | Moses Ndiema MasaiNdiema | 13'00"15    |
| 110 m hs               | Dayron Robles          | 12"97       | David Oliver         | 12"98       | Artur Noga               | 13"37       |
| 400 m hs               | Angelo Taylor          | 48"07       | Kerron Clement       | 48"20       | Danny McFarlane          | 48"40       |
| 3000 m siepi           | Paul Kipsiele Koech    | 8'04"26     | Mahiedine Benabbad   | 8'08"95     | Michael Kipyego          | 8'09"05     |
| Salto in lungo         | Hussein Taher Al-Sabee | 8,35 m      | Andrew Howe          | 8,06 m      | Sebastian Bayer          | 7,97 m      |
| Lancio del giavellotto | Andreas Thorkildsen    | 90,28 m     | Tero Pitkämäki       | 87,25 m     | Tero Järvenpää           | 86,45 m     |
| Staffetta 4×100 m      | Stati Uniti            | 38"01       | Trinidad e Tobago    | 38"03       | Germania                 | 38"95       |

In grassetto le specialità valide per il jackpot della Golden League
     Atleti ancora in corsa per il jackpot della Golden League dopo questo meeting

### Donne
| Specialità       | 1ª classificata | Prestazione | 2ª classificata     | Prestazione | 3ª classificata  | Prestazione |
| 200 m            | Allyson Felix   | 22"37       | Lauryn Williams     | 22"68       | Marshevet Hooker | 22"74       |
| 400 m            | Sanya Richards  | 49"74       | Tatyana Firova      | 50"70       | Novlene Williams | 50"78       |
| 800 m            | Pamela Jelimo   | 1'54"01     | Maryam Yusuf Jamal  | 1'57"80     | Janeth Jepkosgei | 1'58"26     |
| 100 m hs         | LoLo Jones      | 12"56       | Josephine Onyia     | 12"62       | Sally McLellan   | 12"63       |
| Salto in alto    | Blanka Vlašić   | 2,01 m      | Anna Chicherova     | 1,98 m      | Chaunté Howard   | 1,98 m      |
| Salto con l'asta | Elena Isinbaeva | 4,88 m      | Jennifer Stuczynski | 4,75 m      | Monika Pyrek     | 4,65 m      |

In grassetto le specialità valide per il jackpot della Golden League
     Atlete ancora in corsa per il jackpot della Golden League dopo questo meeting